# Zhang Zhixin

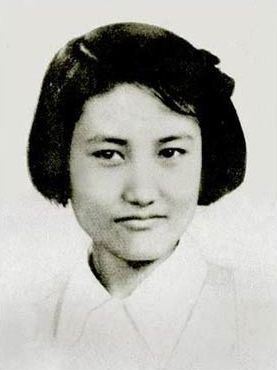
Zhang Zhixin

Zhang Zhixin (chinesisch 张志新, Pinyin Zhāng Zhìxīn, W.-G. Chang Chih-hsin; * 5. Dezember 1930 in Tianjin; † 4. April 1975 in Shenyang) war eine chinesische Dissidentin während der Kulturrevolution, die bekannt wurde für ihre Kritik an der Vergötterung Mao Zedongs und an dem Linksradikalismus. Sie wurde sechs Jahre lang inhaftiert, gefoltert und schließlich hingerichtet, weil sie als Mitglied der Kommunistischen Partei Chinas eine Gegenmeinung vertrat. Ein anderes Parteimitglied, das Zhangs Ansichten zustimmte, wurde zu 18 Jahren Gefängnis verurteilt.
Zhang bezeichnete sich nicht als Antikommunistin, sondern als eine „wahre Marxistin“. In ihren Augen hatte Mao die kommunistischen Prinzipien verzerrt. Da viele ihrer Meinungen in Übereinstimmung mit denen der Nachfolger Maos waren, wurde Zhang von Hu Yaobang rehabilitiert und als Märtyrerin sowie vorbildliche Kommunistin anerkannt.
Obwohl sie im Volk als Heldin angesehen wird, ist ihre Verurteilung eine Erinnerung an die mögliche Strafe für diejenigen, die von den Leitsätzen der Partei abweichen.

## Jugend
Zhang Zhixin wurde 1930 in Tianjin geboren. Sie besuchte die Chinesische Volksuniversität von 1951 bis 1952 und arbeitete danach an dieser Universität. Anschließend trat sie der Propagandaabteilung des Zentralkomitees der Kommunistischen Partei Chinas im Provinz Liaoning bei.
Sie äußerte ihre Meinung:

„Ich zweifle an Jiang Qing [Maos Ehefrau und prominente Figur der Leitung der Großen Proletarischen Kulturrevolution]. Was ist los mit kritischen Anmerkungen über sie? Warum sollten Jiang Qings Probleme nicht aufgedeckt werden? Wir sollten sogar die Gruppe Kulturrevolution aufdecken... Warum sollte man einverstanden sein mit der Idee, dass selbst wenn du nicht verstehst, muss du folgen? Wenn das weiter andauert, wird die Situation außer Kontrolle geraten. Alles das ist eine Anstrengung, um die Macht von Vorsitzenden Mao und von Lin Biao zu verstärken. Ich persönlich habe kein Vertrauen in Lin Biao.“

## Inhaftierung und Folter
1969 wurde sie wegen kritischer Äußerungen gegen Mao in einer winzigen Gefängniszelle inhaftiert. Sie sparte 2 Yuan pro Monat, um Bücher zu kaufen, die sie in ihrer Zelle las. Sie schrieb Noten auf Toilettenpapier, aber die Gefängniswärter entwanden ihr den Schreibstift. Sie behauptete, dass die Partei „früher oder später von der Geschichte verurteilt“ werden wird. Anderthalb Jahre lang wurde sie regelmäßig mit Fußfesseln und Gurtzeugen gefesselt.
Sie wurde von der Partei gezwungen, sich scheiden zu lassen. In dem ausschließlich männlichen Gefängnis wurde sie vergewaltigt und gefoltert. Die Wärter sagten anderen männlichen Gefangenen, dass sie ihre Strafe mildern könnten, wenn sie Zhang folterten.
Bei einer Versammlung, die im Gefängnis einberufen wurde, um Lin Biao zu kritisieren, schrie Zhang, dass Mao verantwortlich für Lins Aktionen sein sollte. Ein Parteisekretär der Provinz Liaoning verlangte, dass Zhang schnell hingerichtet werde. Während der Kulturrevolution war die Mehrzahl der Rechtsverfahren abgeschafft worden: Ohne Richter und Gerichtshöfe wurden Fälle vor Revolutions- und Parteikomitees verhandelt.

## Tod und Rehabilitierung
Zhang wurde am 4. April 1975 kurz vor der Ende der Kulturrevolution zur Schau gestellt und hingerichtet. Vor ihrer Hinrichtung wurde ihr Kehlkopf geschlitzt, damit Zhang nicht mehr sprechen konnte.
Vier Jahre nach ihrem Tod, im Frühjahr 1979, wurde Zhang offiziell zur Märtyrerin ausgerufen. Der 4. April 1979 wurde Zhangs Gedenkfeiertag. Eine Untersuchung über den Fall wurde eingeleitet, aber von Hu Yaobang gestoppt.

## Ehrenmal
Im Volkspark von Guangzhou wurde die Statue Mengshi zu Zhang Zhixins Ehren errichtet. Sie zeigt eine nackte reitende Kriegerin, die einen Pfeil abschießt. Auf dem Sockel lautet eine Inschrift: „Gewidmet an die Menschen, die um Wahrheit kämpfen“.

## Bibliografie
- Jonathan Chaves: A Devout Prayer of the Passion of Chang Chih-hsin. In: Modern Chinese Literature Newsletter. Band 6, Nr. 1. Spring, 1980, S. 8–24 (englisch).